# Dutch Savage
Frank Stewart (9 de junio de 1935-3 de agosto de 2013) fue un luchador profesional y promotor de lucha libre estadounidense, más conocido por su tiempo dedicado a competir en Pacific Northwest Wrestling bajo el nombre de Dutch Savage.

## Campeonatos y logros
- Central States Wrestling

- NWA North American Tag Team Championship (Central States version) (1 vez) - con Rocky Hamilton

- Mid-Pacific Promotions

- NWA Hawaii Heavyweight Championship (1 vez)

- NWA All-Star Wrestling

- NWA Canadian Tag Team Championship (Vancouver version) (13 veces) - con Don Jardine (1), Stan Stasiak (2), John Tolos (1) Bob Brown (2), John Quinn (1), Steven Little Bear (4), Gene Kiniski (1), y Don Leo Jonathan (1),
- NWA World Tag Team Championship (Vancouver version) (2 veces) - con Don Jardine

- NWA Tri-State

- NWA United States Tag Team Championship (Tri-State version) (1 vez) - con Luke Brown

- Pacific Northwest Wrestling

- NWA Pacific Northwest Heavyweight Championship (7 veces)
- NWA Pacific Northwest Tag Team Championship (12 veces) - con Jimmy Snuka (6), Moondog Mayne (2), Steven Little Bear (1), Jonathan Boyd (1), Beauregard (1), y Stan Stasiak (1)